# 吕思清
吕思清（1969年11月26日—），中国大陆小提琴家、中国民主建国会会员。

## 生平
吕思清出生于山东青岛，4岁开始学习小提琴，曾随小提琴家盛中国学习。1977年被中央音乐学院附小破例錄取，師從王振山教授。1980年，11岁的吕思清被耶胡迪·梅纽因召收入英国耶胡迪·梅纽因音乐学校，14歲回國繼續在音樂學院附中學習。
1987年，吕思清荣获帕格尼尼小提琴大赛金奖，是获得该奖的第一位亚裔。1989年，吕思清赴美国朱利亚音乐学院深造，師從著名小提琴教育家多罗西·迪蕾和姜康。
吕思清在世界各地登台演出，使用一把维尼亚夫斯基生前演奏用的斯特拉迪瓦里琴。吕思清演出的中外小提琴名曲，包括帕格尼尼小提琴协奏曲、门德尔松小提琴协奏曲和梁祝小提琴协奏曲等。

## 作品
- 何占豪和陳鋼《梁祝小提琴协奏曲》
- 克萊斯勒《中國花鼓》
- 古曲《漁舟唱晚》
- 陳鋼《陽光照耀著塔什庫爾干》[3]

## 獲獎
- 1982年：英國皇家業餘交響樂協會銀盾獎
- 1983年：第一屆梅紐因國際青少年小提琴比賽獲獎
- 1987年：意大利第34屆帕格尼尼小提琴大賽金牌
- 1991年：美國仙尼詩演藝大賽金獎[來源請求]